# もいちど
「もいちど」は、西城秀樹の67枚目のシングル。1991年11月21日にD.O.G HOUSEから発売された。

## 解説
- ハウス食品「うまいっしょ」のCMソングに使用された。

## 収録曲
（全作詞：沢ちひろ／編曲：池田大介）
1. もいちど
作曲：栗林誠一郎
2. 危ない橋を渡れ
作曲：織田哲郎